# ソフィーイ・ベク・アナスン
ソフィーイ・ベク・アナスン（デンマーク語: Sofie Bæk Andersen、1994年1月15日 - ) は、デンマークのハンドボール選手。
2015年よりスィルゲボー＝ヴォールKFUMに所属。ジュニア年代での代表経験があり、2011年の欧州U-19女子ハンドボール選手権で金メダルを獲得している。